# 민치구
민치구(閔致久, 1795년~1874년 음력 12월 14일)는 조선 시대의 문신이자 척신으로 흥선대원군의 장인이며, 여흥부대부인과 여흥부대부인의 남동생인 민승호의 아버지이고, 고종과 고종의 형인 이재면의 외할아버지이다. 또한 고종비 명성황후의 친정아버지 민치록과는 10촌의 동항렬이 된다.
인현왕후의 생부 민유중(閔維重)의 후손으로 인현왕후의 남동생 민진영(閔鎭永)의 4대손이다. 관직은 보국숭록대부 판돈령부사에 이르렀으며 사후 의정부 영의정에 증직되었다. 본관은 여흥. 자는 경칙(敬則)이며 시호는 효헌(孝獻).

## 생애
음서로 관직에 올라 연경에 파견되는 사절단의 수행원으로 다녀온 뒤 금부도사, 사과 등을 거쳐 정선군수를 지냈다. 덕흥대원군의 후손 이옥(李𪸛)의 딸 전주이씨와 결혼, 여흥부대부인 민씨 등의 자녀를 두다. 한편 사위가 되는 이하응은 그의 처가와 먼 친족간이 된다.
철종 때 연안부사(延安府使)를 지냈다. 그 뒤 1857년(철종 8년) 인천 부사와 청주 목사를 거쳐 1863년 첨지중추부사가 되었다. 그해 12월 외손자인 고종이 즉위하자 공조 참의가 되었다가, 1864년(고종 1년) 5월 종2품으로 승진하여 동지돈령부사(同知敦寧府事), 동지의금부사를 거쳐 9월 한성부좌윤으로 나갔다가 그해 12월 말 공조 판서(工曹判書)에 특진되었다.
1865년 1월 초 광주부유수로 나갔다가 그해 7월 광주부유수로 재직 중 숭정대부(崇政大夫)로 특별 승진했으며, 1866년 고종과 명성황후의 가례 때는 가례 정사(嘉禮正使) 이경재(李景在)와 함께 가례를 주관하는 가례부사(嘉禮副使)에 임명되었다. 1866년 2월에는 익종의 옥책문 제작에 금보 전문 서사관으로 참여하고, 그해 3월 숭록대부로 가자되었다. 다시 그해 보국숭록대부로 승진, 1868년 판의금부사, 행 지중추부사, 판돈령 부사를 역임하고 궤장을 하사받았다. 1869년 공조판서가 되었다. 아들이 없이 일찍 죽은 10촌 동생뻘 되는 민치록에게 자신의 아들 민승호를 양자로 입양보냈다. 이로서 민승호는 고종의 외숙에서 처남이 되었다.
1874년 폭탄 테러로 아들 민승호와 손자가 사망하자 그 충격으로 병을 얻어 몸져 누었고 12월 14일 병사했다. 사후 바로 증 의정부 영의정에 추증되었고 시호는 효헌(孝獻)이다.

## 가족 관계
- 고조부 : 민진영(閔鎭永) - 민진후, 민진원의 이복 동생
- 증조부 : 민악수(閔樂洙)
- 할아버지 : 민백술(閔百述)
- 아버지 : 민단현(閔端顯), 첨지중추부사 역임.
- 부인: 정경부인 전주이씨(全州李氏, ? ~ 1873년 11월 17일, 통덕랑 이옥(李𪸛)의 딸. 경원군 이하전의 고모)
- 장녀 : 여흥부대부인 민씨(驪興府大夫人 閔氏, 1818년 - 1898년, 흥선대원군의 아내)
- 사위 : 흥선대원군 이하응(興宣大院君 李昰應, 1820년 ~ 1898년)
- 외손자 : 고종 이희(高宗 李熙)
- 외손자 : 흥친왕 이재면(興親王 李載冕)
- 장남 : 민태호(閔泰鎬)(민태호(閔台鎬)와는 동명이인)
- 차남 : 민승호(閔升鎬, 1830년 - 1874년, 민치록에게 입적)
- 삼남 : 민겸호(閔謙鎬, 1838년 - 1882년)
- 손자 : 민영환(閔泳煥, 1861년 - 1905년, 민겸호의 장남)
- 차녀 : 여흥민씨 (1859년 - 1942년)
- 사위 : 대광보국승록대부 우의정 겸 이조판서 신안주씨 주용선, (1853년 - 1925년)
- 외손자 : 신안주씨 승록대부 행 이조참판 주양규(1904년 - 1999년)

## 같이 보기
| - 여흥부대부인 - 인현왕후 - 민승호 - 민겸호 - 민태호 - 민규호 - 민영휘 - 민영익 - 민영찬 - 민영환 - 민영철 - 민단현 - 명성황후 | - 흥선대원군 - 흥친왕 - 심상훈 - 이하전 - 이옥 - 조성하 - 민치록 - 민유중 - 민진원 |